# FC Ballkani
Az FC Ballkani egy koszovói labdarúgócsapat, amely jelenleg a koszovói első osztályban szerepel. A klubot 1947-ben alapították, székhelye Suva Reka városában található. Hazai mérkőzéseit a 3 000 néző befogadására alkalmas Városi Stadionban játssza. A klub színe a narancssárga.

## Sikerlista
Koszovói Szuperliga
- Bajnok (2): 2021–22, 2022–23, 2023–24

Koszovói Kupa
- Döntős (1): 2019–20

Koszovói Szuperkupa
- Győztes (1): 2023

## A nemzetközi kupasorozatokban
| Szezon  | Kupasorozat      | Forduló         | Ellenfél          | Hazai pályán elért eredmény | Idegenben elért eredmény | Összesített eredmény |  |
| ------- | ---------------- | --------------- | ----------------- | --------------------------- | ------------------------ | -------------------- |  |
| 2022–23 | Bajnokok Ligája  | 1. selejtezőkör | Žalgiris          | 1–1                         | 0–1 (h.u.)               | 1–2                  |  |
| 2022–23 | Konferencia Liga | 2. selejtezőkör | La Fiorita        | 6–0                         | 4–0                      | 10–0                 |  |
| 2022–23 | Konferencia Liga | 3. selejtezőkör | KÍ Klaksvík       | 3–2                         | 1–2 (h.u.)               | 4–4 (bünt. 4–3)      |  |
| 2022–23 | Konferencia Liga | rájátszás       | Shkupi            | 1–0                         | 2–1                      | 3–1                  |  |
| 2022–23 | Konferencia Liga | csoportkör      | Slavia Praha      | 0–1                         | 2–3                      | 4.                   |  |
| 2022–23 | Konferencia Liga | csoportkör      | CFR Cluj          | 1–1                         | 0–1                      | 4.                   |  |
| 2022–23 | Konferencia Liga | csoportkör      | Sivasspor         | 1–2                         | 4–3                      | 4.                   |  |
| 2023–24 | Bajnokok Ligája  | 1. selejtezőkör | Ludogorec Razgrad | 2–0                         | 0–4                      | 2–4                  |  |
| 2023–24 | Konferencia Liga | 2. selejtezőkör | Larne             | 3–0                         | 4–1                      | 7–1                  |  |
| 2023–24 | Konferencia Liga | 3. selejtezőkör | Lincoln Red Imps  |                             |                          | '                    |  |

## Külső hivatkozások
- Hivatalos weboldal